# Meizhou Hakka
Meizhou Hakka F.C. – chiński klub piłkarski, grający obecnie w China League One, mający siedzibę w mieście Meizhou, w prowincji Guangdong.

## Skład
Skład zespołu z 12 stycznia 2021.
| Nr | Poz. | Piłkarz           |
| -- | ---- | ----------------- |
| 1  | BR   | Li Xinyu          |
| 3  | OB   | Li Junfeng        |
| 4  | OB   | Vas Nuñez         |
| 5  | PO   | Lu Lin            |
| 6  | PO   | Shi Hongjun       |
| 7  | PO   | Guo Yi            |
| 8  | NA   | Liang Xueming     |
| 9  | NA   | Igor Sartori      |
| 10 | NA   | Lonsana Doumbouya |
| 11 | NA   | Chisom Egbuchulam |
| 13 | NA   | Shi Liang         |
| 15 | PO   | Yang Bin          |
| 16 | OB   | Liu Xiaolong      |

| Nr | Poz. | Piłkarz       |
| -- | ---- | ------------- |
| 17 | NA   | Yang Yihu     |
| 18 | OB   | Huo Liang     |
| 19 | OB   | Lin Juyuan    |
| 20 | OB   | Miao Ming     |
| 22 | BR   | Hou Yu        |
| 23 | PO   | Cui Wei       |
| 24 | OB   | Yang Wenji    |
| 25 | OB   | Xiao Zhen     |
| 26 | PO   | Du Mingyang   |
| 27 | PO   | Li Zhilang    |
| 29 | PO   | Zhang Zhiquan |
| 32 | NA   | Zhou Bingxu   |
| 36 | BR   | Hong Zhiyue   |
| 37 | PO   | Chen Guokang  |

## Sukcesy

### China League Two
- Zwycięstwo: 2015